# Prosopocera thomsoni
Prosopocera thomsoni es una especie de escarabajo longicornio del género Prosopocera, tribu Prosopocerini, familia Cerambycidae. Fue descrita científicamente por Breuning en 1936.
Se distribuye por Gabón y Togo. Mide 18-19 milímetros de longitud.